# Christo Schiwkow
Christo Schiwkow, auch Hristo Jivkov (bulgarisch Христо Живков; * 18. Februar 1975 in Sofia; † 31. März 2023 in Los Angeles, Kalifornien), war ein bulgarischer Schauspieler.

## Leben
Christo Schiwkow arbeitete zunächst als Regieassistent am Film Vercingetorix – Kampf gegen Rom, bevor er 2001 die Hauptrolle in Ermanno Olmis Historienfilm Der Medici-Krieger übernahm. Hier spielte er Giovanni DeMedici. Zuvor hatte er in den 1990er Jahren einige kleinere Auftritte als Schauspieler gehabt.
International wurde er jedoch 2004 durch Mel Gibsons Bibelverfilmung Die Passion Christi bekannt. Hier verkörperte Schiwkow Johannes, den Lieblingsjünger Christi.
Es folgte u. a. die italienisch/chinesische Koproduktion The Counting House, ein Horrorfilm, der 2006 in Italien in die Kinos kam. 2007 war er Gast der Berlinale 2007 mit dem italienischen Wettbewerbsbeitrag In Memoria Di Me. Schiwkows Schaffen für Film und Fernsehen umfasst rund zwei Dutzend Produktionen.
Schiwkow starb am 31. März 2023 im Alter von 48 Jahren in Los Angeles an den Folgen von Lungenkrebs.

## Filmografie (Auswahl)
- 1996: Junge Liebe (I ragazzi del muretto, Fernsehserie, 1 Episode)
- 1997: Sulamit
- 1999: Ostatatzi (Fernsehfilm)
- 2001: Der Medici-Krieger (Il mestiere delle armi)
- 2001: Pechalbata
- 2002: Texas 46
- 2004: Die Passion Christi (The Passion of the Christ)
- 2004: Anatomie des Grauens (Occhi di cristallo)
- 2005: Mafalda di Savoia – Il coraggio di una principessa (Fernsehfilm)
- 2006: Das Ende der Götter (L’inchiesta)
- 2007: In memoria di me
- 2007: Das Haus der Lerchen (La Masseria delle allodole)
- 2007: The Counting House
- 2008: Fuga per la libertà – L'aviatore (Fernsehfilm)
- 2009: Pane e libertà (Fernsehfilm)
- 2009: Davids Geburtstag (Il compleanno)
- 2009: Barbarossa
- 2009: Fly Light
- 2011: La soluzione migliore
- 2012: La figlia del capitano (Fernsehfilm)
- 2014: Der unsichtbare Junge (Il ragazzo invisibile)
- 2019: Lucania
- 2019: De sable et de feu
- 2019: I segreti del mestiere (Fernsehfilm)